# ولاية المهدية
ولاية المهدية هي إحدى ولايات الجمهورية التونسية الـ24. يقع مركز الولاية بمدينة المهدية. تمتد الولاية على مساحة 2.966 كم2 ويبلغ عدد سكانها 410.812 ساكن حسب إحصائيات سنة 2014.

## التاريخ
المهدية مدينة عريقة جذورها ممتدة على امتداد التاريخ ولإن عرفت فترات تاريخية متعاقبة منذ القدم فإن الغموض يكتنف تاريخ هذه المدينة قبل العهد الفاطمي رغم الآثار التي وجدت في البحث والحفريات الأثرية برا وبحرا والتي تدل على التواجد الفينيقي أو البوني أو الروماني.
و امتدت الحقبة التاريخية التي ميزت المدينة منذ تأسيس الفاطميين لها وجعلها عاصمة للخلافة الفاطمية سنة 308هـ /920 م وقد اتخذها الخليفة الأول عبد الله المهدي الفاطمي عاصمة لموقعها الجغرافي المميز وسميت بهذا الاسم نسبة إليه فهي تطل على البحر من ثلاث جهات جعلت من المدينة حصنا منيعا للتصدي للغزوات الخارجية وجعلتها مركزا تجاريا هاما بالحوض المتوسط.كما تعاقب على المدينة بعد خروج المعز لدين الله الخليفة الفاطمي الرابع إلى الحكم في مصر سنة 360 هـ/970م وتأسيس مدينة القاهرة حكم الصنهاجيين الذين تألبوا فيما بعد على الفاطميين فانتقم الفاطميون منهم وأرسلوا إليهم القبائل الهلالية وقد عرفت هذه الفترة بفترة الزحف الهلالي على البلاد التونسية، ومنذ ذلك التاريخ توالت الحملات ضد المدينة من الهلاليين والصليبين والإسبان وتراوحت المدينة بين الاحتلال والتحرير آلت في الأخير إلى تدميرها وحرقها من طرف الإسبان وفقدت بذلك المدينة أهميتها العسكرية والتجارية خاصة في العصرين الحسيني والتركي.

## الموقع الجغرافي
تقع ولاية المهدية على ضفاف البحر الأبيض المتوسط شرقا والقيروان غربا وسوسة والمنتستير شمالا وصفاقس جنوبا

## المناخ
| البيانات المناخية لـالمهدية       | البيانات المناخية لـالمهدية | البيانات المناخية لـالمهدية | البيانات المناخية لـالمهدية | البيانات المناخية لـالمهدية | البيانات المناخية لـالمهدية | البيانات المناخية لـالمهدية | البيانات المناخية لـالمهدية | البيانات المناخية لـالمهدية | البيانات المناخية لـالمهدية | البيانات المناخية لـالمهدية | البيانات المناخية لـالمهدية | البيانات المناخية لـالمهدية | البيانات المناخية لـالمهدية |
| الشهر                             | يناير                       | فبراير                      | مارس                        | أبريل                       | مايو                        | يونيو                       | يوليو                       | أغسطس                       | سبتمبر                      | أكتوبر                      | نوفمبر                      | ديسمبر                      | المعدل السنوي               |
| --------------------------------- | --------------------------- | --------------------------- | --------------------------- | --------------------------- | --------------------------- | --------------------------- | --------------------------- | --------------------------- | --------------------------- | --------------------------- | --------------------------- | --------------------------- | --------------------------- |
| متوسط درجة الحرارة الكبرى °م (°ف) | 16.8 (62.2)                 | 17.4 (63.3)                 | 19.5 (67.1)                 | 21.7 (71.1)                 | 24.6 (76.3)                 | 28.7 (83.7)                 | 30.3 (86.5)                 | 31.4 (88.5)                 | 27.6 (81.7)                 | 24.8 (76.6)                 | 19.9 (67.8)                 | 17.8 (64.0)                 | 23.4 (74.1)                 |
| متوسط درجة الحرارة الصغرى °م (°ف) | 6.6 (43.9)                  | 8.4 (47.1)                  | 10.8 (51.4)                 | 14.3 (57.7)                 | 16.8 (62.2)                 | 21.0 (69.8)                 | 24.5 (76.1)                 | 26.3 (79.3)                 | 21.1 (70.0)                 | 18.3 (64.9)                 | 13.9 (57.0)                 | 9.7 (49.5)                  | 16.0 (60.7)                 |
| معدل هطول الأمطار مم (إنش)        | 48 (1.9)                    | 28 (1.1)                    | 22 (0.9)                    | 20 (0.8)                    | 4 (0.2)                     | 2 (0.1)                     | 2 (0.1)                     | 17 (0.7)                    | 54 (2.1)                    | 45 (1.8)                    | 33 (1.3)                    | 30 (1.2)                    | 305 (12.2)                  |
| متوسط أيام هطول الأمطار           | 5                           | 4                           | 6                           | 5                           | 4                           | 3                           | 2                           | 2                           | 9                           | 8                           | 7                           | 8                           | 63                          |
| متوسط الرطوبة النسبية (%)         | 81                          | 77                          | 79                          | 75                          | 80                          | 73                          | 69                          | 73                          | 74                          | 76                          | 79                          | 74                          | 76                          |
| المصدر: tutiempo.net              |                             |                             |                             |                             |                             |                             |                             |                             |                             |                             |                             |                             |                             |

## السكان
حسب إحصائيات سنة 2014، يبلغ عدد سكان ولاية المهدية 410812 ساكن.
| العمادة       | ذكور   | إناث   | المجموع | الأسر | المساكن |
| ------------- | ------ | ------ | ------- | ----- | ------- |
| المهدية       | 25805  | 26028  | 51833   | 13934 | 20693   |
| بومرداس       | 2117   | 2221   | 4338    | 1114  | 1424    |
| أولاد شامخ    | 2262   | 2858   | 5120    | 1126  | 1420    |
| شربان         | 2665   | 3035   | 5700    | 1344  | 1560    |
| هبيرة         | 1547   | 1701   | 1547    | 762   | 959     |
| السواسي       | 2557   | 2824   | 5381    | 1400  | 1982    |
| الجم          | 10736  | 10498  | 21234   | 4811  | 6295    |
| الشابة        | 10863  | 11364  | 22227   | 6320  | 9370    |
| ملولش         | 3239   | 3465   | 6704    | 1484  | 1968    |
| سيدي علوان    | 3960   | 3810   | 7500    | 1820  | 2506    |
| قصور الساف    | 14331  | 14511  | 28842   | 6719  | 11356   |
| مجموع الولاية | 199800 | 211012 | 410812  | 79197 | 96270   |

## التعليم
تضم ولاية المهدية العديد من المؤسسات الجامعية من بينها:
- كلية العلوم الاقتصادية والتصرف بالمهدية
- المعهد العالي للإعلامية بالمهدية
- المعهد العالي للعلوم التطبيقية والتكنولوجيا بالمهدية
- المعهد العالي للفنون و الحرف بالمهدية
- المعهد العالي للدراسات التطبيقية في الإنسانيات بالمهدية

## الرياضة
ينشط في ولاية المهدية العديد من النوادي الرياضية، من أبرزها نادي مكارم المهدية , المستقبل الرياضي بالرجيش, اتحاد الرياضي بالشابة, اتحاد قصور الساف، اللذان ينشطان في الرابطة التونسية الثالثة لكرة القدم.

## من أعلام الولاية
- الطاهر بلخوجة، سياسي تونسي وتقلد عدة وزارات.
- ياسين إبراهيم، سياسي ورجل أعمال تونسي-فرنسي ووزير النقل والتجهيز التونسي السابق.
- رشيد صفر، سياسي ورجل اقتصاد تونسي تولى الوزارة الأولى بين 8 جويلية 1986 إلى 2 أكتوبر 1987.
- صلاح الدين الحمادي، شاعر وكاتب وسياسي تونسي.
- البشير بن سلامة، مؤلف وسياسي أصيل قصور الساف تولى وزارة الشؤون الثقافية بين 1981 و 1986.